# Championnats du monde de vol à ski 2008
Navigation
Kulm 2006 Planica 2010
La 21e édition des championnats du monde de vol à ski s'est déroulée du 22 février 2008 au 24 février 2008 à Oberstdorf en Allemagne qui organise pour la cinquième fois la compétition. L'Autriche domine la compétition à la fois en individuel où Gregor Schlierenzauer devance Martin Koch et dans l'épreuve par équipes. Le Finlandais Janne Ahonen remporte deux nouvelles médailles aux Mondiaux de vol à ski et porte le record à sept médailles (cinq en argent et deux en bronze).

## Résultats

### Individuel
Le concours individuel a lieu les 22 et 23 février 2008, et comporte quatre sauts à l'issue desquels l'Autrichien Gregor Schlierenzauer a été sacré, notamment grâce au meilleur dernier saut. L'Autriche réalise le doublé puisque Martin Koch finit deuxième. Le Norvégien Bjørn Einar Romøren était en tête après deux sauts à la fin de la première journée,, mais moins performant sur son troisième saut, il laisse la place de premier provisoire à Koch. Le tenant du titre Roar Ljøkelsøy a été éliminé à la suite du premier saut et se classe 32e. 
| Médaille | Concurrent            | Points |
| Or       | Gregor Schlierenzauer | 835,4  |
| Argent   | Martin Koch           | 824,7  |
| Bronze   | Janne Ahonen          | 811,9  |

### Compétition par équipes
La compétition par équipes s'est déroulée le 24 février 2008 et a vu la victoire de l'Autriche. Le plus long saut a été réalisé par Gregor Schlierenzauer.
| Médaille | Nation                                                                       | Points |
| Or       | Autriche Gregor Schlierenzauer Andreas Kofler Thomas Morgenstern Martin Koch | 1553.3 |
| Argent   | Finlande Janne Ahonen Matti Hautamäki Harri Olli Janne Happonen              | 1477.0 |
| Bronze   | Norvège Anders Jacobsen Tom Hilde Anders Bardal Bjørn Einar Romøren          | 1453.2 |

## Tableau des médailles
| Rang | Nation   | Or | Argent | Bronze | Total |
| ---- | -------- | -- | ------ | ------ | ----- |
| 1    | Autriche | 2  | 1      | 0      | 3     |
| 2    | Finlande | 0  | 1      | 1      | 2     |
| 3    | Norvège  | 0  | 0      | 1      | 1     |